# La venjança d'Hèrcules
La venjança d'Hèrcules (títol original en italià: La vendetta di Ercole) és un pèplum franco-italià dirigit per Vittorio Cottafavi i estrenat el 1960. Ha estat doblat al català.

## Argument[2]
Hèrcules, aconsellat per la sibil·la, s'oposa al matrimoni del seu fill Hil·los amb Thea, noia d'Èurit, rei d'Ecalia. Èurit, per desfer-se d'Hèrcules, se serveix d'una esclava, la bella Alsinoe, per fer creure a Hil·los que el seu pare estima també Thea.

## Repartiment
- Mark Forest: Hèrcules de Tebes
- Broderick Crawford: Èurit
- Wandisa Quida: Alsinoé
- Gian Carlo Sbragia: Danaré
- Eleonora Ruffo: Deianira
- Federica Ranchi: Thea
- Ugo Sasso: Timocles de Megare
- Philippe Hersent: Androcles
- Gaby Andreu: Ismène
- Sandro Moretti: Hil·los
- Robert Hundar: Polimors
- Carla Calo’: la sibil·la
- Piero Pastore: un carceller
- Nino Milano: Licas
- Fedele Gentile: un pagès
- Spartaco Nale: cap dels guardes
- Renato Terra: un cap
- Salvatore Furnari: el nan